# David E. H. Jones

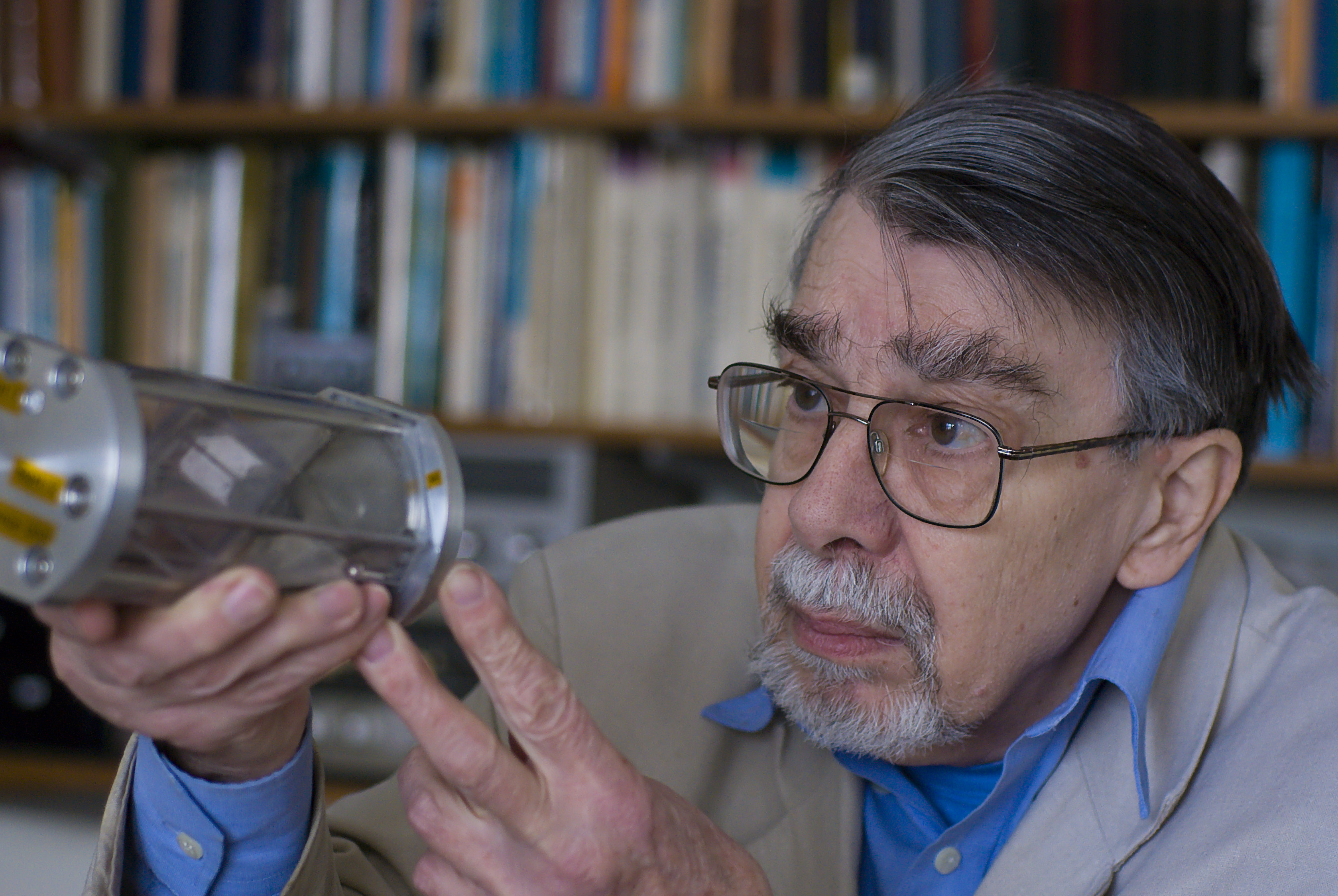
David E. H. Jones (2010)

David Edward Hugh Jones (* 20. April 1938 in London; † 19. Juli 2017 in Newcastle-upon-Tyne) war ein britischer Chemiker, Journalist und Autor. Unter dem Pseudonym Daedalus veröffentlichte er von 1964 bis 1988 eine wöchentliche Kolumne in der Zeitschrift New Scientist, die er anschließend bis 2002 in der Zeitschrift Nature und im Guardian fortsetzte. In seiner Kolumne stellte er fiktive, meist skurrile Erfindungen vor, die aber so wissenschaftlich fundiert beschrieben wurden, dass selbst für ein naturwissenschaftlich gebildetes Publikum oft nicht auf den ersten Blick erkennbar war, ob sie tatsächlich funktionieren könnten oder nicht. Jones stellte zwei von ihm selbst illustrierte Sammelbände seiner Kolumnen zusammen, The Inventions of Daedalus (1982) und The Further Inventions of Daedalus (1999).

## Leben
Jones kam als Sohn des Werbetexters Philip Jones und seiner Ehefrau, der Sekretärin und Hausfrau Dorothea, geb. Sitters, im Süd-Londoner Stadtteil Southwark zur Welt und war schon als Kind ein begeisterter Bastler und Experimentator. Nach dem Besuch der Crofton Primary School in Orpington und des Eltham College in London studierte er ab 1956 Chemie am Imperial College London und erwarb dort 1962 einen Doktorgrad (Ph. D.) in organischer Chemie. Anschließend arbeitete er ein Jahr bei einer Firma für Laborbedarf und dann als Postdoctoral Research Fellow am Imperial College, wo er im Bereich der Infrarotspektroskopie forschte. Während dieser Zeit begann er seine Kolumne zu veröffentlichen. Ab 1967 lehrte er ein Jahr lang an der University of Strathclyde und arbeitete dann im Bereich Spektroskopie für die Firma Imperial Chemical Industries in Runcorn. 1974 wurde er Sir James Knott Research Fellow in der Abteilung für Chemie der Universität Newcastle. Danach machte er sich als wissenschaftlicher Berater und Ideenlieferant selbständig. Er lebte bis zu seinem Tod in Newcastle und arbeitete weiter als Gastwissenschaftler an der dortigen Universität.
1972 heiratete Jones Jane Burgess; die Ehe wurde 1973 geschieden. Später führte er eine langjährige Beziehung mit der Künstlerin Naomi Hunt. Jones hatte keine Kinder. Er starb an den Folgen eines Prostatakarzinoms.

## Werk
Jones, der sich selbst als „Hofnarr am Hof der Wissenschaft“ beschrieb, verfolgte mit seinen populärwissenschaftlichen Arbeiten das Ziel, auf unterhaltsame und spielerische Weise Interesse an den Naturwissenschaften zu wecken und zum vertieften Nachdenken über wissenschaftliche Fragen anzuregen. In seinen Daedalus-Kolumnen, die Ähnlichkeiten mit der Pataphysik oder den Glossen des Historikers Cyril Northcote Parkinson aufweisen, trat er als fiktiver Inhaber der Firma DREADCO (Daedalus Research Evaluation and Development Corporation) auf und beschrieb scheinbar unmögliche und absurde „Erfindungen“ wie einen Wasserhüpfstock, Babykleidung, deren Farbe zwischen rosa und blau wechseln kann, einen Bus, in dem jeder Fahrgast ein Lenkrad erhält und die Mehrheit die Fahrtrichtung bestimmt, oder eine Maschine, mit der sich Leichen zu Grabskulpturen verarbeiten lassen. Diese phantasievollen Entwürfe hatten aber immer eine solide wissenschaftliche Grundlage; etwa 20 % seiner Ideen erwiesen sich später als realisierbar und wurden von anderen ernsthaft vorgeschlagen oder sogar patentiert. Seine bedeutendste wissenschaftliche Leistung als „Daedalus“ war 1966 die Beschreibung „hohler“ Kohlenstoff-Moleküle, die Jahre später in Form der Fullerene verwirklicht wurden. Sein Entwurf eines 3D-Drucks mit Lasern wurde 1974 in einem Patentstreit angeführt.
Seit Mitte der 70er Jahre entwickelte Jones Demonstrationsexperimente für populärwissenschaftliche Fernsehsendungen des  britischen Fernsehens. In Deutschland wurde er vor allem bekannt als Gastmoderator und Experimentator im TV-Wissenschaftsquiz Kopf um Kopf, in dem er acht Jahre lang mitwirkte.
Von seinen wissenschaftlichen Veröffentlichungen war vor allem ein Aufsatz in Physics Today einflussreich, in dem Jones eine verbesserte Erklärung der Stabilität beim Fahrradfahren gab. Durch Versuche, ein „unfahrbares“ Fahrrad zu bauen, konnte er nachweisen, dass weniger der Kreiseleffekt als vielmehr die Lenkgeometrie für die Selbststabilisierung des Rades verantwortlich ist. Bekannt wurde auch sein Nachweis von Arsen in der Tapete von Napoleons Wohnzimmer auf St. Helena. Nachdem man in erhaltenen Haarproben Napoleons hohe Arsenkonzentrationen gefunden hatte, war die Theorie einer Arsenvergiftung als Todesursache aufgekommen. Jones gelangte nach einem Aufruf in einer Rundfunksendung in den Besitz eines Stücks der Originaltapete und konnte nachweisen, dass sie mit Scheeles Grün gefärbt war, einer Arsenverbindung, die bei hoher Luftfeuchtigkeit giftiges arsenhaltiges Gas (Arsenwasserstoff und/oder Trimethylarsin) abgibt. Jones kam jedoch zu dem Schluss, dass die Arsenkonzentration zu gering war, um zum Tode zu führen. Aufsehen erregten auch seine scheinbar als Perpetuum mobile funktionierenden Konstruktionen, bei denen sich ein Rad ohne erkennbare Energiequelle dreht. Diese „wissenschaftlichen Zaubertricks“, deren wirkliches Funktionsprinzip Jones nie verriet, baute er seit 1981 in mehreren Versionen; die letzte von 1999 befindet sich im Technischen Museum in Wien.
Martyn Poliakoff, der das erste von Jones gebauten Perpetua mobilia geerbt hat und eine technische Beschreibung dieses Geräts besitzt, erklärte, dass es wesentlich interessanter sei, über die Funktion der Maschine zu spekulieren, als tatsächlich um die Funktion zu wissen. Er sei, nachdem er die tatsächliche Funktionsweise erfahren habe,  darüber (die technische Einfachheit) »enttäuscht« gewesen und habe sich »betrogen« gefühlt.
Nach einem Schlaganfall im Jahre 2000 stellte Jones die Daedalus-Kolumnen ein, veröffentlichte aber noch zwei populärwissenschaftliche Bücher: In The Aha! Moment untersuchte er am Beispiel seiner Erfindungen das Phänomen der wissenschaftlichen Kreativität und beschrieb das Unterbewusstsein als „Zufallsgenerator für Ideen“; in seinem letzten Buch Why Are We Conscious beschäftigte er sich aufgrund der Erfahrung seines Schlaganfalls mit Fragen des Bewusstseins.
2009 drehte Adrin Neatrour über Jones und seine Arbeiten den Dokumentarfilm Perpetual Motion Machine.

## Auszeichnungen
- Shaw Medal der Universität Nottingham (1996)
- Ehrendoktor der Universität Newcastle (1997)

## Schriften (Auswahl)

### Bücher
- The Inventions of Daedalus: A Compendium of Plausible Schemes. W. H. Freeman 1982, ISBN 0-7167-1412-4
  - deutsche Übersetzung: Zittergas und schräges Wasser. 1985, ISBN 3-87144-768-4
- The Further Inventions of Daedalus. Oxford University Press 1999, ISBN 0-19-850469-1
- The Aha! Moment: A Scientist's Take on Creativity. Johns Hopkins University Press 2011, ISBN 978-1-4214-0331-1
- Why Are We Conscious?: A Scientist’s Take on Consciousness and Extrasensory Perception. CRC Press 2017, ISBN 1-351-68131-1, ISBN 978-1-351-68131-5

### Aufsätze
- The Stability of the Bicycle. In: Physics Today. Band 23, Nr. 4, 1970, S. 34–40, doi:10.1063/1.3022064 (englisch, berkeley.edu [PDF; 9,2 MB; abgerufen am 14. Oktober 2017]).
- (mit Kenneth W. D. Ledingham): Arsenic in Napoleon's Wallpaper. In: Nature. Band 299, 14. Oktober 1982, S. 626–627, doi:10.1038/299626a0 (englisch).